# Tasovice, Znojmo
Tasovice là một làng thuộc huyện Znojmo, vùng Jihomoravský, Cộng hòa Séc.